# Atoms for Peace (groupe)
Pour l’article homonyme, voir Atoms for Peace.
Atoms for Peace est un supergroupe de rock formé fin 2009. Il s'articule autour de Thom Yorke, chanteur de Radiohead, Flea (basse, melodica) des Red Hot Chili Peppers, du producteur de Radiohead Nigel Godrich (guitare et claviers), de Joey Waronker (en) (batterie) qui a joué avec des artistes tels que R.E.M., Beck, Elliott Smith, Smashing Pumpkins, Ima Robot, et de Mauro Refosco (batterie et percussions) connu pour son travail avec David Byrne et Forro in the Dark. 

## Historique
Leur première performance live se déroula à l'Echoplex de Los Angeles le 2 octobre 2009. Ils y jouèrent l'intégralité du premier album solo de Thom Yorke, The Eraser, ainsi que quelques chansons inédites (notamment Open The Floodgate, Skirting The Surface, ou encore Lotus Flower), de même qu'une reprise de Radiohead : Paperbag Writer. 
Jusqu'à février 2010, le groupe n'avait pas de nom et était connu soit sous le nom de « Thom Yorke's Live Band » ou « Thom Yorke ». En février 2010, Thom Yorke baptise officiellement le groupe « Atoms for Peace », faisant référence à un discours de 1953 prononcé par le Président des États-Unis Dwight D. Eisenhower, et au titre d'un morceau paru sur The Eraser.
En avril 2010, le groupe effectua une mini-tournée de huit dates aux États-Unis qui se termina par leur participation au célèbre Coachella Festival en Californie.
En août ils jouent au Fuji Rock Festival, plus grand festival de musique rock du Japon.
Le 7 septembre 2012, Thom Yorke et son groupe dévoilent un premier single intitulé Default (en).
Le 7 janvier 2013, le groupe dévoile un second single intitulé Judge, Jury and Executioner (en).
Le 25 février 2013 sort le premier album, Amok.

## Membres
- Thom Yorke – chant, guitare, piano, claviers
- Michael Peter « Flea » Balzary – guitare basse
- Nigel Godrich – claviers, guitare, chant
- Mauro Refosco – percussions
- Joey Waronker (en) – batterie

## Clips
| Année | Titre                            | Réalisateur                                              |
| ----- | -------------------------------- | -------------------------------------------------------- |
| 2013  | Default (en)                     | Stanley Donwood (dessin), Christopher Leckie (animation) |
| 2013  | Judge, Jury and Executioner (en) | Tarik Barri                                              |
| 2013  | Ingenue                          | Garth Jennings                                           |
| 2013  | Before Your Very Eyes            | Andrew Thomas Huang                                      |